# مالاد سیتی (آیداهو)
مالاد کانتی(به انگلیسی: Malad City) شهری در شهرستان اونیدا ایالت آیداهو است که جمعیت آن در سرشماری سال ۲۰۱۰ میلادی ۲٬۰۹۵ نفر بوده است.

## نگارخانه

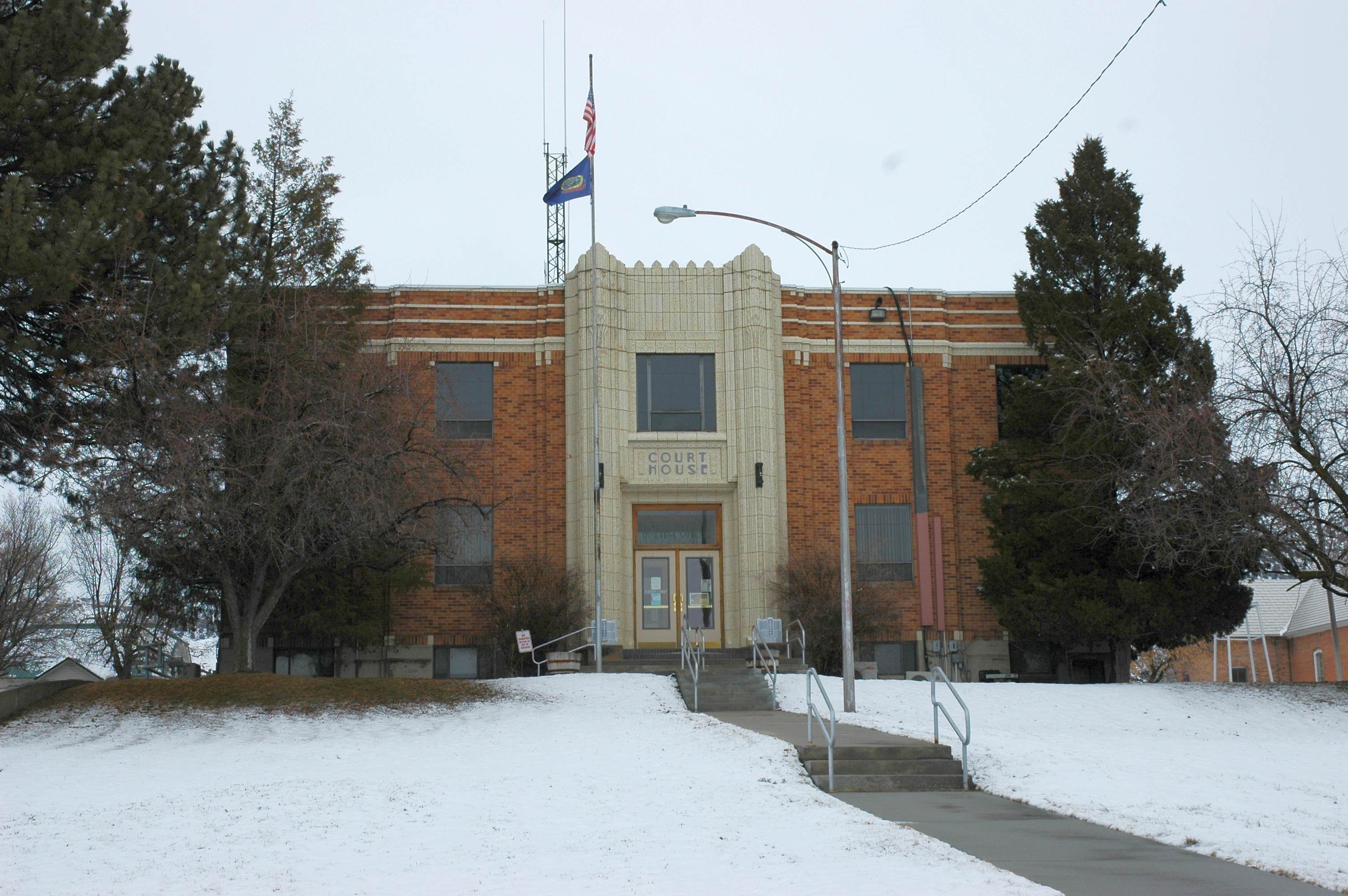
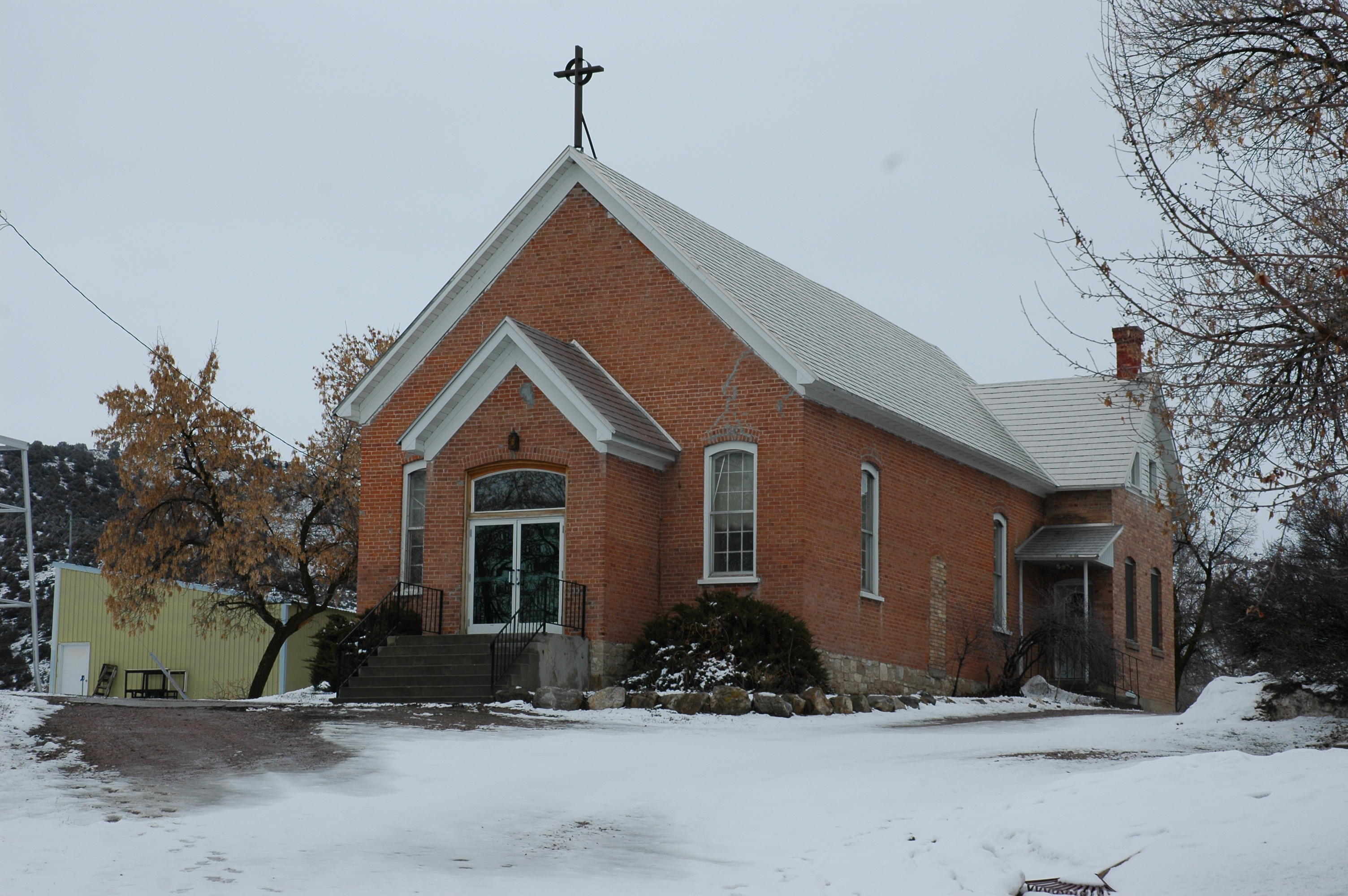
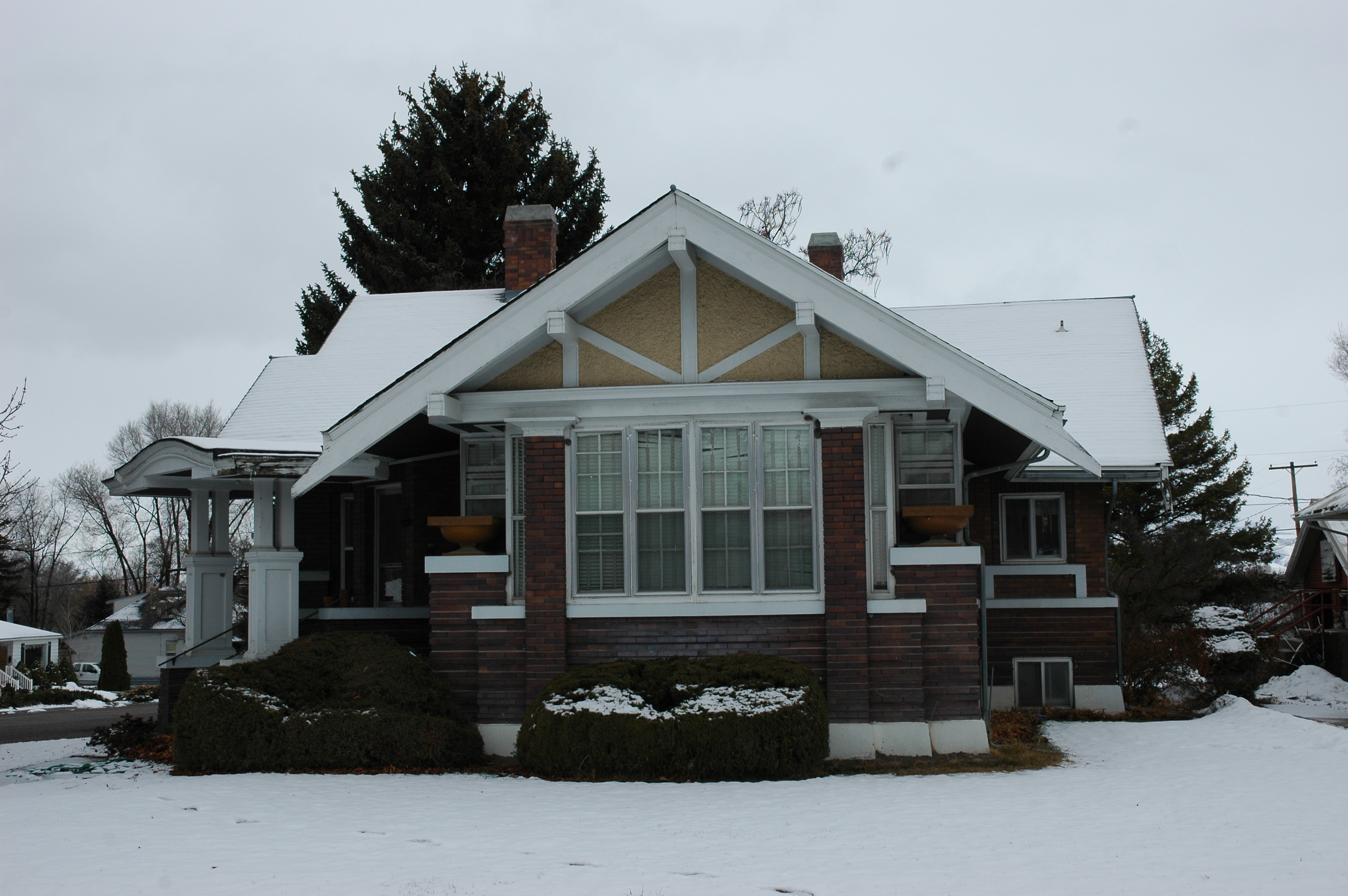
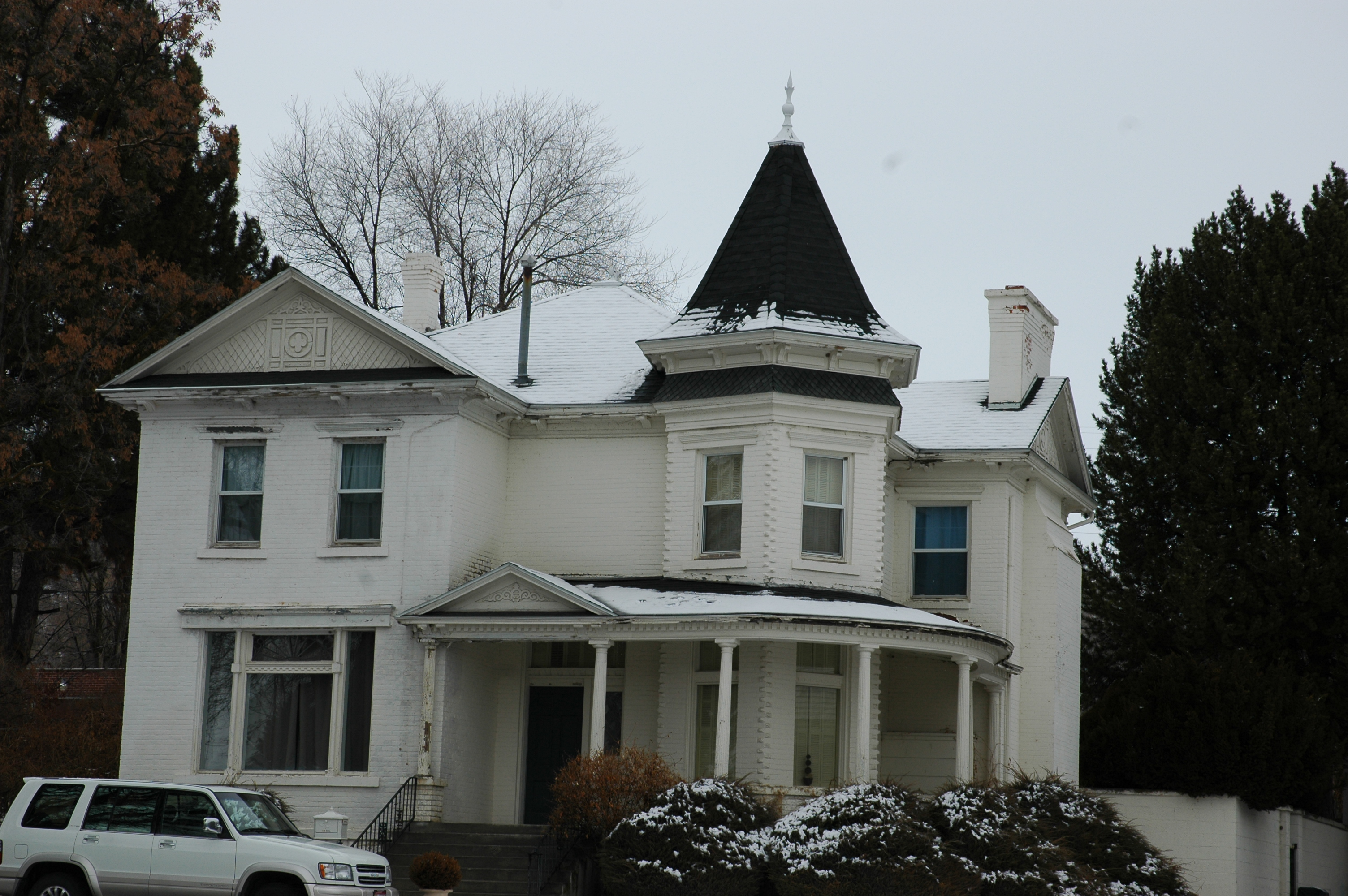
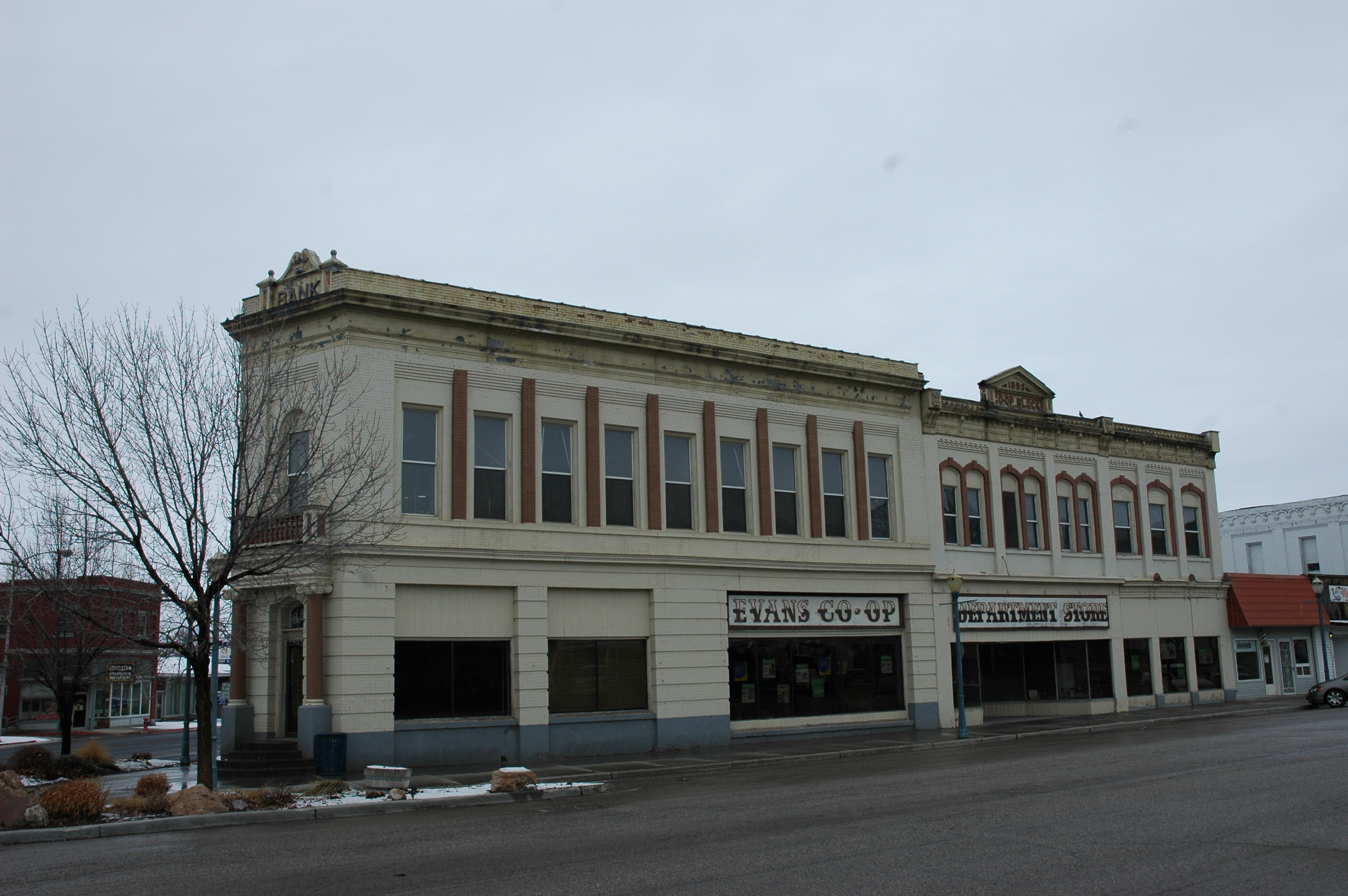
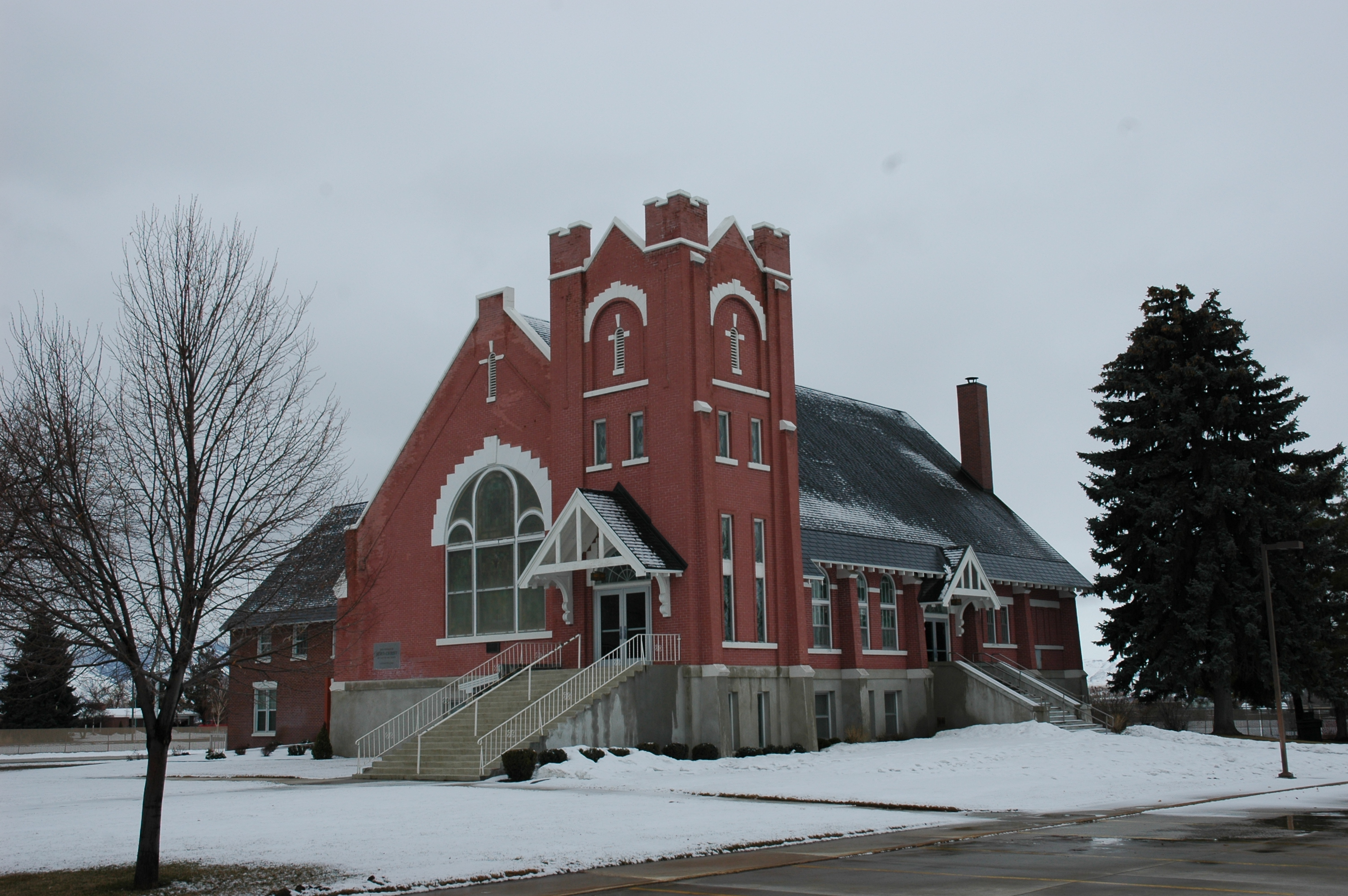

## موقعیت جغرافیایی
موقعیت جغرافیایی شهرها و مناطق اطراف به شرح زیر است: